# Polom (Berg)
Der Polom (deutsch Fallbaum) ist ein 1295 m n.m. hoher Berg im nördlichen Teil des Böhmerwaldes in Tschechien. Er befindet sich 4 Kilometer östlich der Stadt Železná Ruda (Markt Eisenstein) und 1 km entfernt von der deutsch-tschechischen Grenze.
Der Gipfel des Berges bildet das Zusammentreffen der drei Gemeinden Železná Ruda, Prášily und Čachrov und liegt im Biosphärenreservat Šumava. Östlich von ihm liegen der See Laka und die Wüstung Hůrka (Hurkenthal).
Vor den beiden touristisch erschlossenen Bergen Špičák (Spitzberg) und Pancíř und nach dem Jezerní hora (Seewand) ist der Polom der zweithöchste Berg der Gemeinde Železná Ruda. 
Im Jahr 2007 war dieses Gebiet eins der im Böhmerwald am heftigsten von Orkan Kyrill betroffenen.